# Vlasina Okruglica
Vlasina Okruglica (Servisch cyrillisch Власина Округлица) is een plaats in de Servische gemeente Surdulica. De plaats telt 163 inwoners (2002).